# Nicola De Pirro
Nicola De Pirro (Nocara, 28 aprile 1898 – Roma, 3 luglio 1979) è stato un dirigente pubblico e giornalista italiano.

## Biografia
Fascista della prima ora, nel 1925 fondò l'Associazione Nazionale della Federazione degli Industriali dello Spettacolo, di cui fu anche segretario.  Nel 1932 fondò insieme a Silvio D'Amico la rivista Scenario, che diresse fino alla chiusura nel 1943.
Amico intimo di Giuseppe Bottai e collaboratore di Critica fascista, per intercessione di Bottai entrò a far parte del sottosegretariato del ministero per la stampa e la propaganda, nel 1935 ridenominato ministero della cultura popolare. Lo stesso anno fu messo da Galeazzo Ciano a capo della direzione generale per il teatro e la musica (inizialmente denominata ispettorato generale), mantenendone la guida fino al 1963, quando fu costretto ad abbandonarla per raggiunti limiti di età. Durante la sua direzione, sia durante che dopo il fascismo, oltre alla pedante opera di controllo e censura, fu attivo nel promuovere iniziative che coinvolgessero le masse popolari, come il rilancio dei Carri di Tespi.
Lasciata la direzione generale, dal 1963 al 1966 fu contemporaneamente commissario straordinario dell'Accademia d'arte drammatica e del Centro sperimentale di cinematografia, in previsione di una unificazione delle due istituzioni che poi non si realizzò mai.